# Укир
Уки́р (рос. Укыр) — село у складі Красночикойського району Забайкальського краю, Росія. Входить до складу Мензинського сільського поселення.

## Населення
Населення — 289 осіб (2010; 324 у 2002).
Національний склад (станом на 2002 рік):
- росіяни — 100 %